# Planet L.U.C
Planet L.U.C – wydawnictwo multimedialne L.U.C.-a, łączące w sobie cztery dziedziny sztuki: muzykę, film, literaturę oraz grafikę.
Albumowi muzycznemu towarzyszą: film stworzony przez Piotra Bartosa, ukazujący świat widziany oczami L.U.C.-a i, książeczka, stylizowana na serię Poczytaj mi, mamo o tytule Porymuj mi Lucu.

## Lista utworów
Opracowano na podstawie źródła.
1. "Intro do intra"
2. "Intro - Sztampoland"
3. "Puenta - Popkultura jak żart Strasburgera"
4. "Co z tą Polską? - Soviet mental kisiel" (gościnnie Pokahontaz)
5. "Remont na arteriach mego życia"
6. "Czy ja wyglądam jak żagle?"
7. "Kręta ścieżka, której nie wciąga się nosem"
8. "Reżim pana cykacza każdego równo mierzy"
9. "Sen tymenty w magazynie wspomnień"
10. "Transplantacja biosu"
11. "O Witu, o izolofoteliku i o ślepym śledziu" (gościnnie Zgas)
12. "O enegrocyrkulacji i szczęściu - Podaj dalej" (gościnnie Urszula Dudziak)
13. "O dziewczynce, która urodziła drukarkę"
14. "O tym co należy sobie mówić gdy jest ciężko"
15. "O półobrocie Czaka czyli o przyczynie pędu"
16. "O karuzeli życia i puszystym sosie szusów"
17. "Happy End And Up Happy Hands"